# Petrynów
Petrynów [pronunciación en polaco: /pɛˈtrɨnuf/] es un pueblo ubicado en el distrito administrativo de Gmina Żelechlinek, dentro del condado de Tomaszów Mazowiecki, Voivodato de Łódź, en el centro de Polonia. Se encuentra a unos 4 kilómetros al sureste de Żelechlinek, a 21 kilómetros al norte de Tomaszów Mazowiecki, y a 44 kilómetros al este de la capital regional Łódź.
El pueblo tiene una población de 60 habitantes.